# 鬼塚翔太
鬼塚 翔太（おにづか しょうた、1997年9月13日 - ）は、日本の陸上競技選手。専門は長距離走。松浦市立上志佐小学校、松浦市立志佐中学校、大牟田高校、東海大学体育学部卒業。M&Aベストパートナーズ陸上部所属。

## 来歴・人物
大牟田高校3年時に全国高校駅伝1区で区間4位の好走。
東海大学に進学後は初年度からハーフマラソンで1時間02分03秒の大学記録を樹立、U20世界選手権10000mに日本代表として出場するなど活躍。大学三大駅伝にもフル出場し、3大会とも1区を担当した。また、2017年1月の第22回全国都道府県対抗男子駅伝では福岡県代表として一般区間の3区を担当し、高卒1年目ながら区間賞を獲得。最優秀選手賞に輝いた。2月の唐津10マイルロードレース大会でも優勝。第100回日本選手権クロスカントリーでも優勝を果たす。
大学では4年間安定した成績を残し、卒業後は横浜DeNAランニングクラブに加入したが、その年のうちに陸上部が縮小する憂き目に遭い、2021年にNTT西日本陸上競技部に移籍。2022年4月からは陸上競技部を新設したメイクスに加入したが2024年5月末に退社。同年7月1日にM&Aベストパートナーズ陸上部に加入した。

## 成績

### 主な戦績
| 年   | 大会                                              | 種目(区間)     | 順位     | 記録          | 備考                            |
| ---- | ------------------------------------------------- | -------------- | -------- | ------------- | ------------------------------- |
| 2014 | 第15回世界ジュニア陸上競技選手権大会              | 5000m          | 16位     | 14分34秒92    |                                 |
| 2015 | 第20回全国都道府県対抗男子駅伝                    | 1区(7.0km)     | 区間賞   | 20分04秒      |                                 |
| 2015 | 第66回全国高等学校駅伝競走大会                    | 1区(10.0km)    | 区間4位  | 29分30秒      |                                 |
| 2016 | U20世界陸上競技選手権大会                         | 10000m         | 13位     | 29分36秒97    |                                 |
| 2016 | 第29回上尾シティハーフマラソン                    | ハーフマラソン | 3位      | 1時間02分03秒 | 東海大記録・日本ジュニア歴代2位 |
| 2017 | 第22回全国都道府県対抗男子駅伝                    | 3区(8.5km)     | 区間賞   | 24分21秒      | 優秀選手賞獲得                  |
| 2017 | 第57回唐津10マイルロードレース大会                | 10マイル       | 優勝     | 46分36秒      |                                 |
| 2017 | 第100回日本陸上競技選手権大会クロスカントリー競走 | シニア12km     | 優勝     | 46分07秒      |                                 |
| 2017 | 第101回日本陸上競技選手権大会                     | 10000m         | 19位     | 29分29秒72    |                                 |
| 2017 | ナイトオブアスレチックス                          | 5000m          | B組12位  | 13分38秒58    | 自己ベスト                      |
| 2017 | 東海大学種目別競技会1500m                         | 1500m          | 3組9位   | 3分44秒92     | 自己ベスト                      |
| 2017 | 日体大長距離記録会                                | 10000m         | 16組15位 | 28分59秒50    |                                 |
| 2017 | チャレンジゲームズin大銀ドーム                    | 5000m          | 17組10位 | 14分15秒91    |                                 |
| 2017 | 八王子ロングディスタンス                          | 10000m         | 5組2位   | 28分17秒52    | 自己ベスト                      |
| 2018 | 兵庫リレーカーニバル                              | 10000m         | 12位     | 29分22秒44    |                                 |
| 2018 | 東海大学長距離競技会                              | 3000m          | 4組1位   | 8分10秒76     |                                 |
| 2018 | ゴールデンゲームズinのべおか                      | 5000m          | D組17位  | 14分01秒45    |                                 |
| 2018 | ゴールデングランプリ陸上                          | 3000m          | 6位      | 7分57秒56     | 自己ベスト                      |
| 2018 | 関東学生陸上競技対校選手権大会                    | 5000m          | 4位      | 14分10秒38    |                                 |
| 2018 | 関東学生陸上競技対校選手権大会                    | 10000m         | 9位      | 29分14秒35    |                                 |
| 2018 | PORTLAND TRACK FESTIVAL                           | 5000m          | 2組20位  | 13分59秒90    |                                 |
| 2018 | 第102回日本陸上競技選手権大会                     | 5000m          | 13位     | 14分38秒25    |                                 |
| 2018 | ホクレン・ディスタンスチャレンジ北見              | 5000m          | A組13位  | 13分53秒28    |                                 |
| 2019 | 第24回全国都道府県対抗男子駅伝                    | 3区(8.5km)     | 区間20位 | 24分56秒      | 総合8位                         |
| 2019 | 第102回日本陸上競技選手権大会クロスカントリー競走 | シニア10km     | 6位      | 29分55秒      |                                 |

### 大学駅伝戦績
| 学年             | 出雲駅伝                    | 全日本大学駅伝               | 箱根駅伝                         |
| ---------------- | --------------------------- | ---------------------------- | -------------------------------- |
| 1年生 (2016年度) | 第28回 1区-区間2位 23分26秒 | 第48回 1区-区間10位 44分09秒 | 第93回 1区-区間2位 1時間03分57秒 |
| 2年生 (2017年度) | 第29回 4区-区間賞 18分12秒  | 第49回 1区-区間9位 43分59秒  | 第94回 3区-区間3位 1時間03分29秒 |
| 3年生 (2018年度) | 第30回 ー 出走なし          | 第50回 5区-区間2位 36分25秒  | 第95回 1区-区間6位 1時間02分43秒 |
| 4年生 (2019年度) | 第31回 5区-区間4位 18分12秒 | 第51回 ー 出走なし           | 第96回 1区-区間4位 1時間01分23秒 |